# مالكوم ديكسون
مالكوم ديكسون (بالإنجليزية: Malcolm Dixon)‏ هو لاعب دوري الرغبي بريطاني، ولد في 1941 في إنجلترا في المملكة المتحدة.